# Steinbach (Moritzburg)
Steinbach ist ein Ortsteil von Moritzburg im Landkreis Meißen, Sachsen.

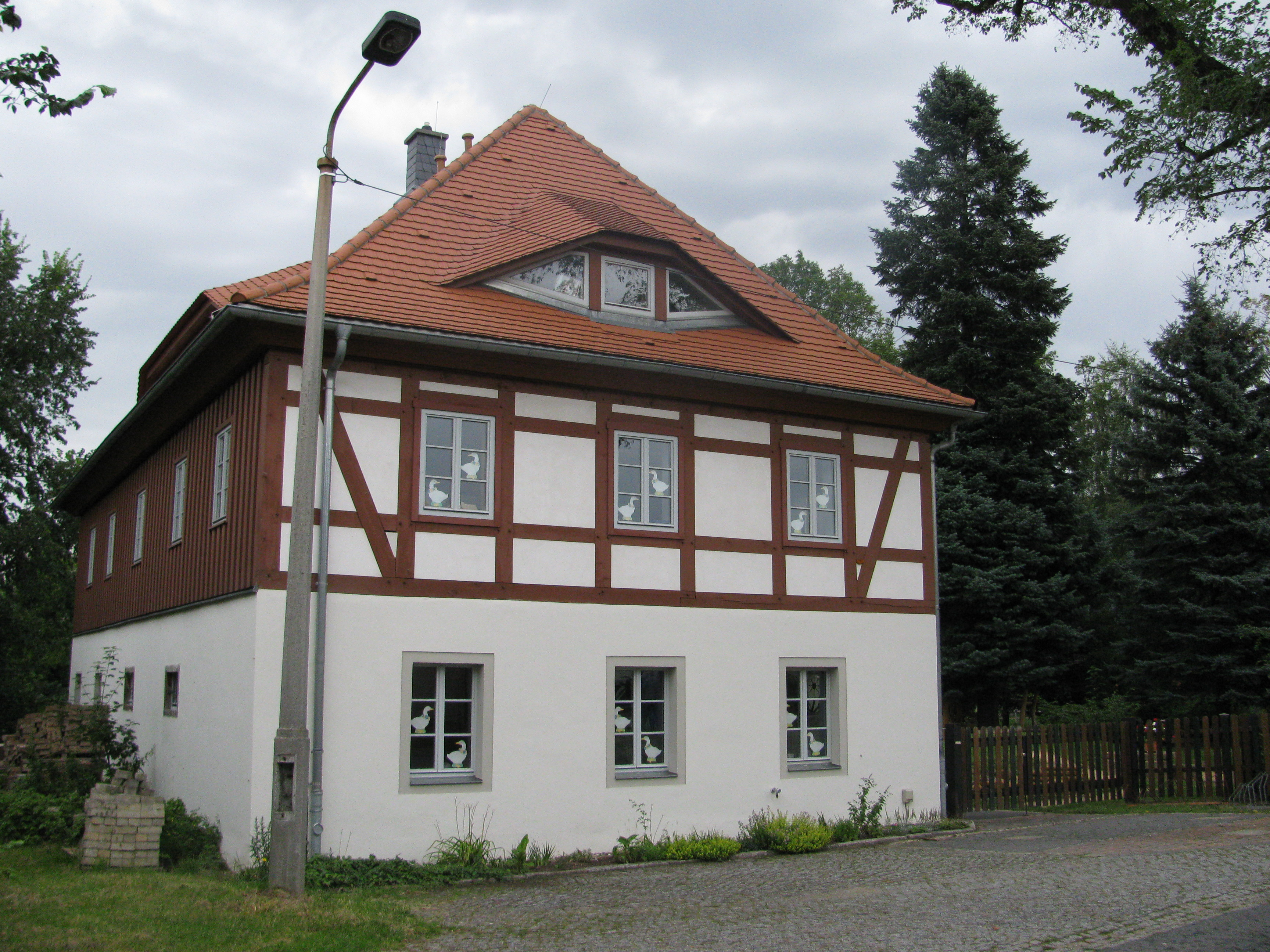
Kindergarten Steinbach, eines der ältesten Häuser im Ort

## Geographie
Steinbach befindet sich im Nordwesten des Moritzburger Gemeindegebiets. Es liegt etwa sechs Kilometer nordwestlich des zentralen Ortsteils Moritzburg. Im Westen grenzt die Gemarkung Steinbach an den Niederauer Ortsteil Großdobritz (Bereich Buschhaus) sowie an Oberau (Bereich Mistschänke/Oberauer Neuteich), südlich benachbart ist die Gemeinde Weinböhla mit dem Ortsteil Neuer Anbau (Bereich Heidehof). Östlich von Steinbach liegt der Radeburger Ortsteil Bärwalde. Nördlich grenzt der Ortsteil Naunhof der Gemeinde Ebersbach an.
Das Dorf selbst durchfließt der Bindebach; im Süden der Steinbacher Flur quellt der Hopfenbach, der bei Großenhain in die Große Röder mündet. Er und seine Zuflüsse werden südöstlich der Ortslage zu vier Teichen angestaut. Gemeinsam bilden sie, benannt nach dem größten Teich, die Köckritzteichgruppe der Moritzburger Teiche. Steinbach hat Anteil am Landschaftsschutzgebiet Friedewald und Moritzburger Teichgebiet, Teile der Flur sind bewaldet. Ein Großteil der Ländereien um Steinbach wird landwirtschaftlich genutzt.
Im Norden der Flur liegt entlang der „Dorfstraße“ der Ortskern von Steinbach mit der Kirche nebst Friedhof. Einfamilienhaussiedlungen befinden sich am Zehnweg, am Mistschänkenweg („Schwedensiedlung“), am Krippenweg und an der Großenhainer Straße. Am Kriegholz steht ein Albert-Schweitzer-Kinderdorf. Die Verkehrsgesellschaft Meißen bedient in Steinbach mehrere Haltestellen. Unmittelbar nördlich an der Ortslage vorbei führt die Staatsstraße 177 als Verbindung von Meißen und Radeberg.

## Geschichte

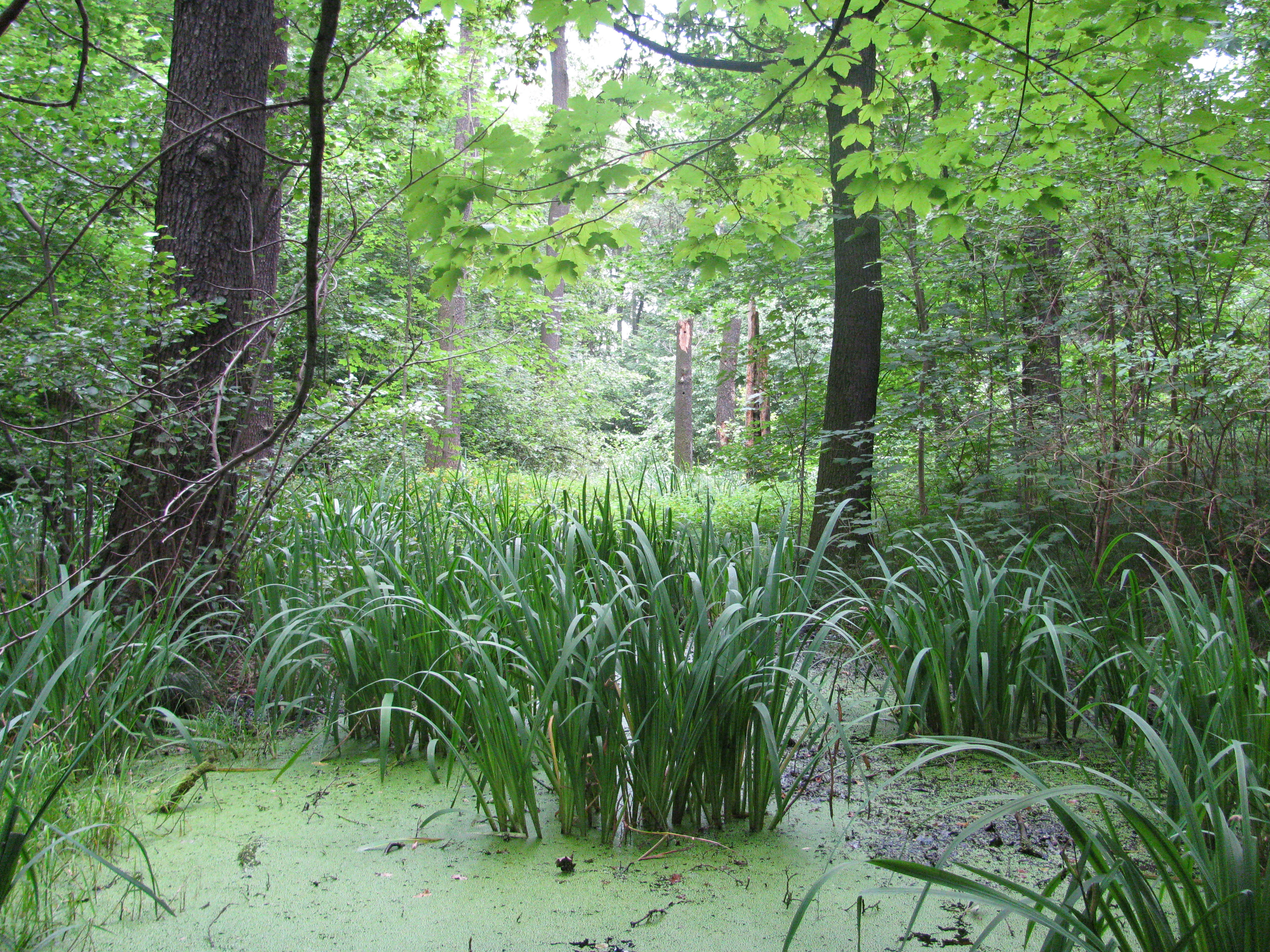
Das „alte Mool“, Standort einer früheren Wasserburg

In Steinbach befinden sich als „Altes Mool“ bezeichnete Reste einer mittelalterlichen Wasserburg. Erkennbar sind noch der bis zu drei Meter hohe Ringwall (80 Meter Durchmesser), eine flache Anhöhe in der Burgmitte sowie Graben- und Stausysteme. Ausgrabungsarbeiten förderten Keramikmaterial und Kachelreste aus dem 15. und 16. Jahrhundert und mittelalterliche Scherben zu Tage, darunter ein etwa aus der zweiten Hälfte des 13. Jahrhunderts stammendes Kugelgefäß.
Erstmals erwähnt wurde Steinbach in einer Urkunde vom 4. März 1250. Markgraf Friedrich der Strenge belehnte 1361 Hermann Koraz mit dem Dorf. Ein Vorwerk fand 1441 Erwähnung. Nickel von Köckeritz übte 1459 die Grundherrschaft aus. Diese Position hatten anschließend auf Naunhof sitzende Angehörige der meißnischen Adelsgeschlechter Schönfeld und Miltitz inne. Anfang 1547 ging Steinbach an den Kurfürsten Johann Friedrich den Großmütigen über und gehörte zunächst zum Amt Hayn, um wenig später ins Amt Moritzburg des Meißnischen Kreises umgegliedert zu werden. Mitte des 16. Jahrhunderts wurden auch die Kirchgemeinden Steinbach und Naunhof zusammengeschlossen.

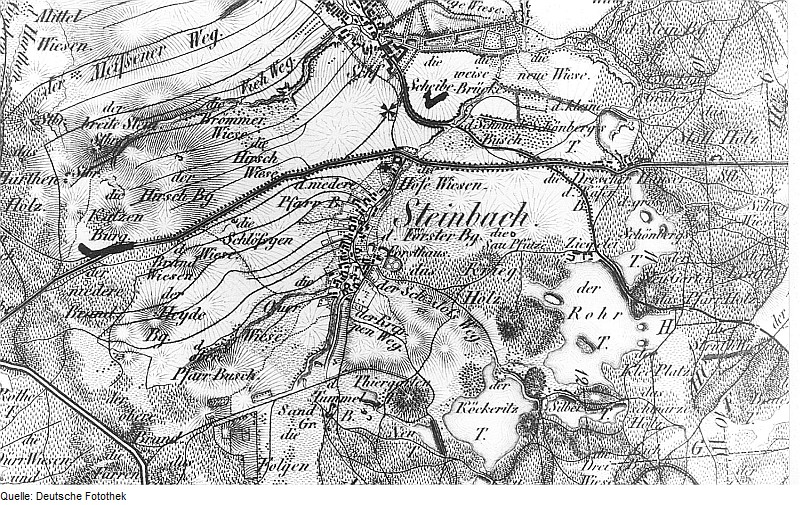
Steinbach und die damals noch zahlreich vorhandenen Teiche östlich der Ortslage auf einer Karte aus dem 19. Jahrhundert

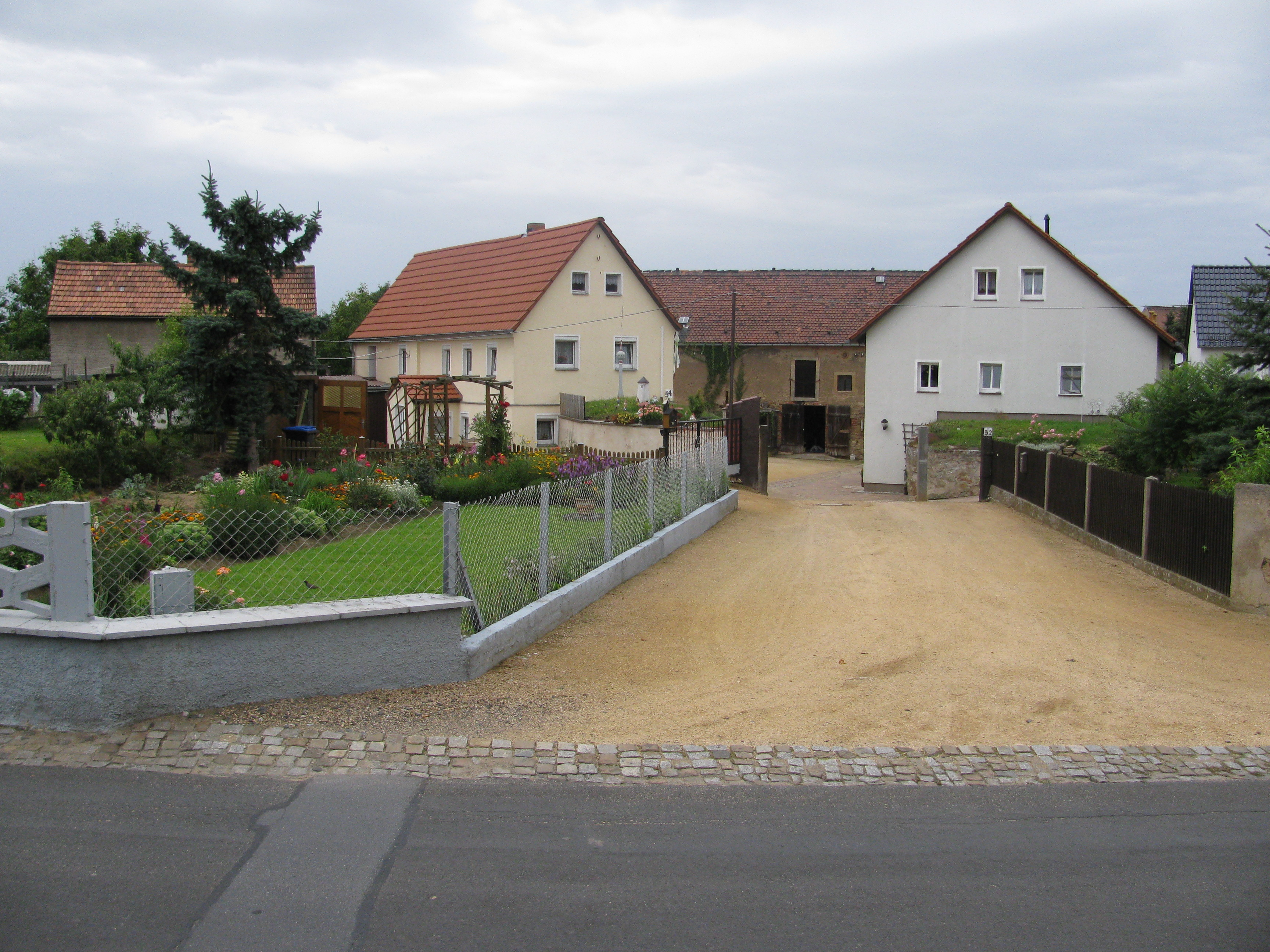
Bauernhof in Steinbach

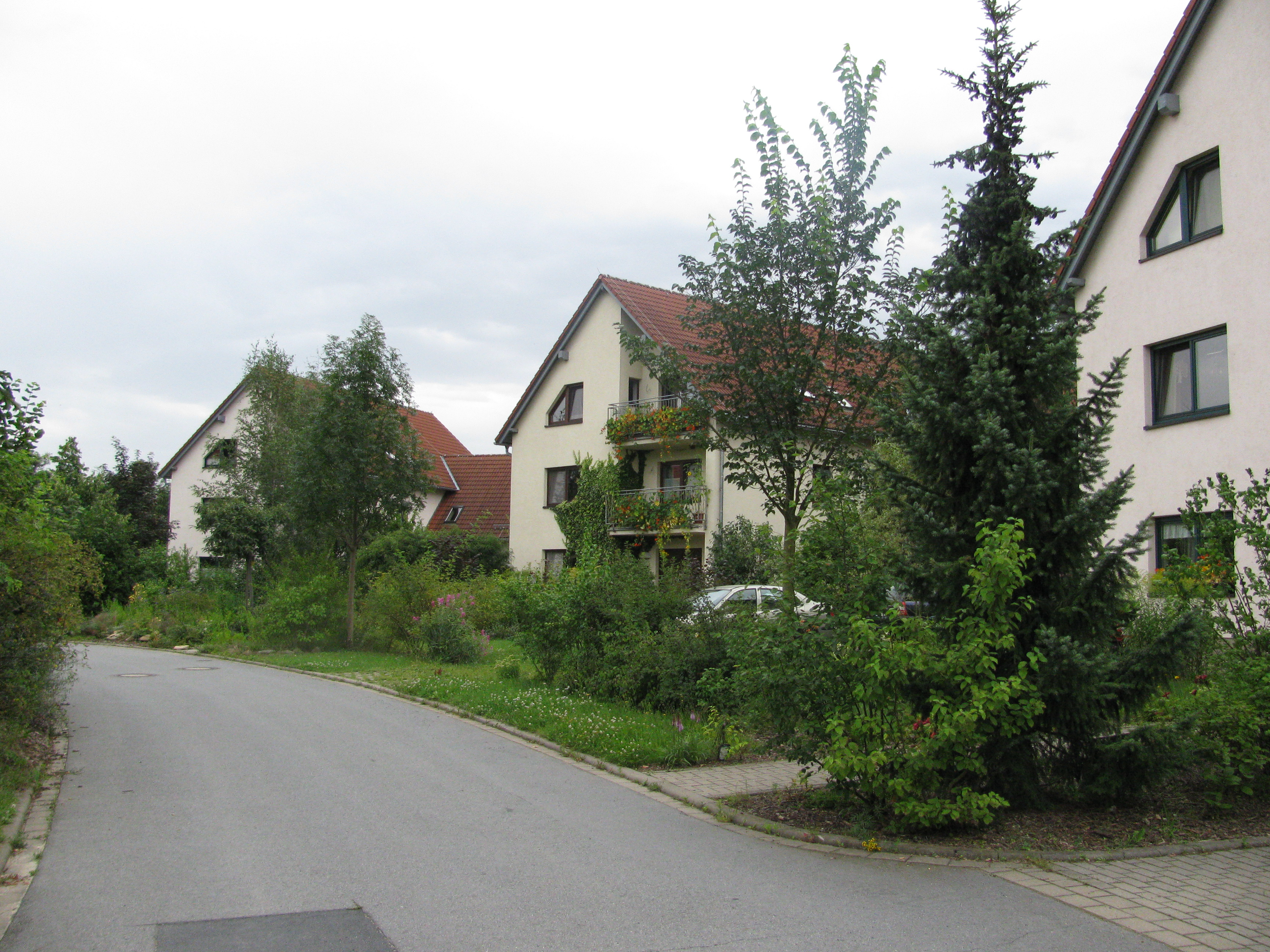
Im Steinbacher Albert-Schweitzer-Kinderdorf

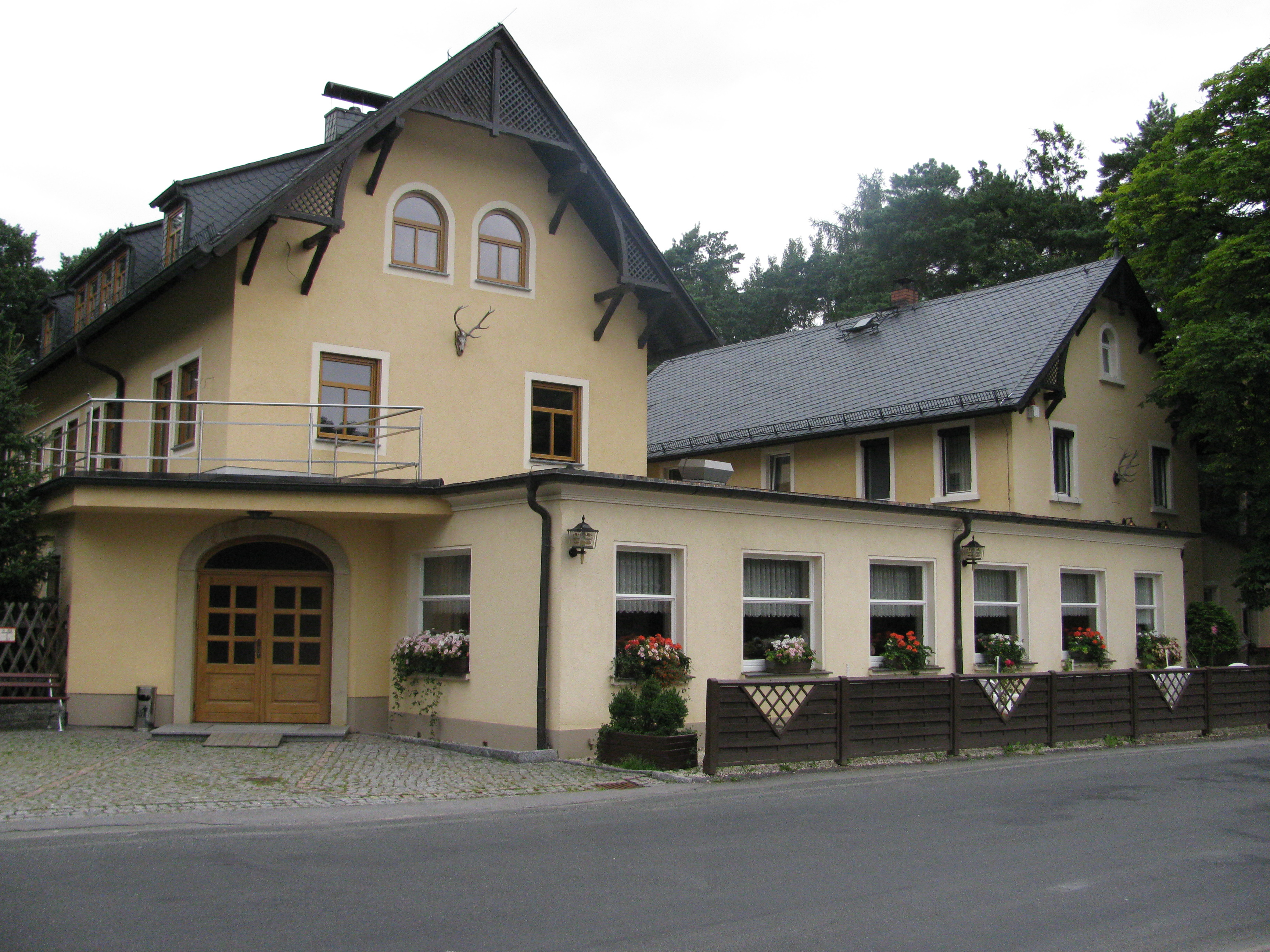
Mistschänke

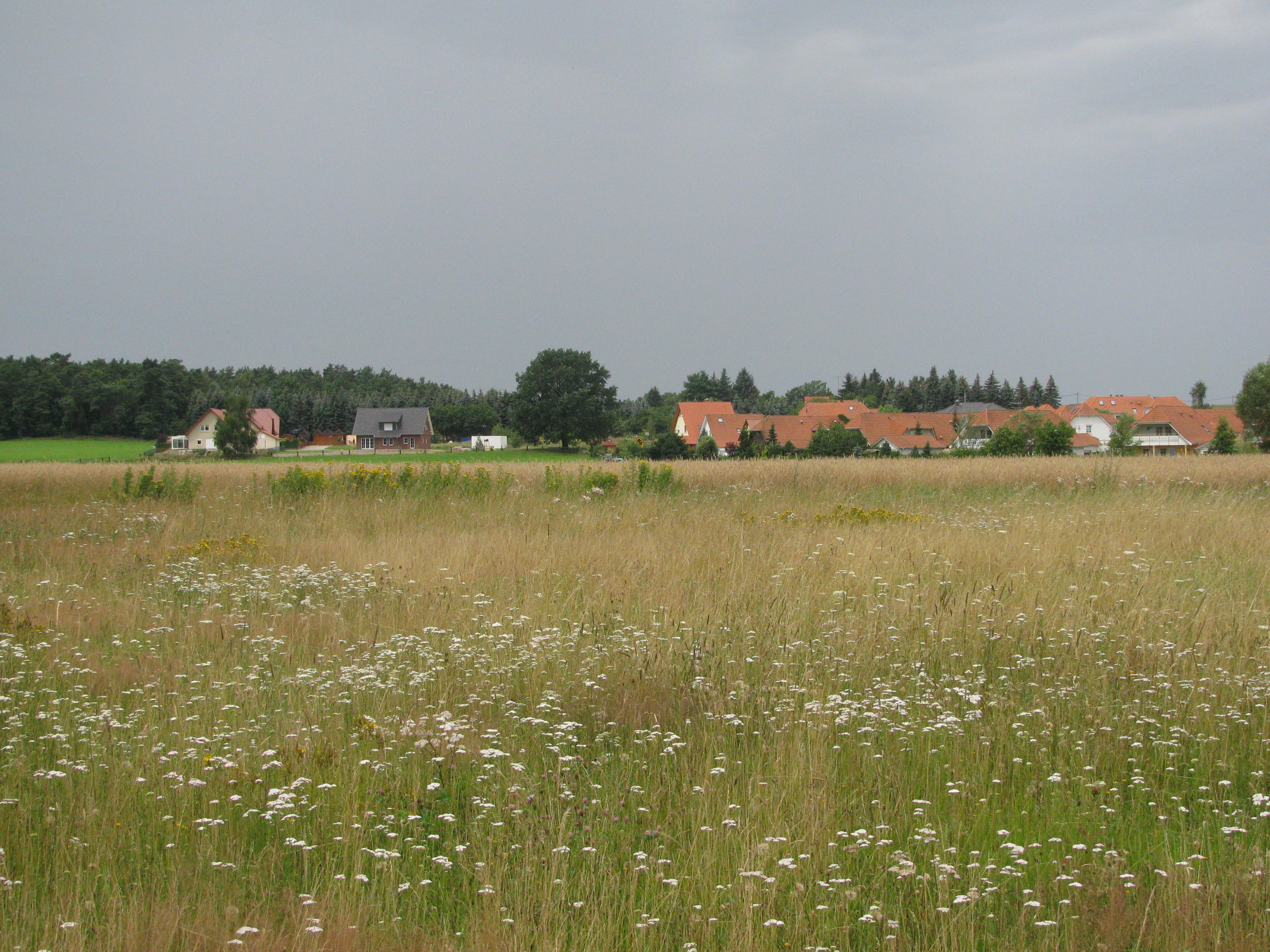
Schwedensiedlung mit der Steinbacher Eiche

Auf der 718 Hektar (Stand: 1900) großen Flur betrieben die Einwohner des Waldhufendorfs vorwiegend Ackerbau und Viehzucht. Auch die Fischzucht in den Teichen bei Steinbach spielte eine Rolle. Bis ins 19. Jahrhundert gab es östlich der Ortslage noch weitere Teiche, darunter den Rohrteich sowie den Großen und Kleinen Schönbergteich. Der Name der beiden letztgenannten Gewässer geht auf die im 14. Jahrhundert wüstgefallene und einst in deren Nähe gelegene Siedlung Schönberg zurück.
Auf Grundlage der Landgemeindeordnung von 1838 erlangte Steinbach Selbstständigkeit als Landgemeinde. Ab 1875 zählte es zur Amtshauptmannschaft Großenhain. Nachdem es 1950 zum Landkreis Dresden gehört hatte, schlug man Steinbach im Rahmen einer Kreisreform am 25. Juli 1952 dem Kreis Meißen zu, um es bereits am 4. Dezember 1952 dem Kreis Dresden-Land anzugliedern. Am 1. Januar 1996 erfolgte die Eingemeindung in die Gemeinde Moritzburg und durch die gleichzeitige Auflösung des Landkreises Dresden die Eingliederung in den Landkreis Meißen-Radebeul, aus dem der Landkreis Meißen hervorging.
Ab Ende des 19. Jahrhunderts entstanden die Siedlungen am Zehnweg und an der Großenhainer Straße, 1912 ließ die Brüderanstalt Moritzburg den Heidehof erbauen, eine Handwerkerstation für Schwererziehbare. Steinbach lag an der Strecke, als von 1924 bis 1926 drei große Dreiecksfahrten des Dresdner Motorrad-Clubs (DMC) auf dem Moritzburger Dreieck stattfanden, bei dem es sich um einen Vorläufer des Grillenburger Dreiecks handelte. Seit 1936 ist Steinbach in der Landesdenkmalliste verzeichnet. Im August 1952 wurden vier im Rahmen der Aktion X aus dem Grenzgebiet zwangsausgesiedelte Bauern in Steinbach und Zottewitz angesiedelt. In den Jahren 1995 und 1996 entstand ein Albert-Schweitzer-Kinderdorf, in der gleichen Zeit wurden an zwei Standorten zahlreiche Einfamilienhäuser errichtet. Dadurch stieg die Einwohnerzahl stark an und liegt bei etwa 1000 (Stand: 2006).

### Einwohnerentwicklung
| Jahr | Einwohner                      |
| ---- | ------------------------------ |
| 1547 | 24 besessene Mann, 17 Inwohner |
| 1764 | 18 besessene Mann, 18 Häusler  |
| 1834 | 255                            |
| 1871 | 340                            |
| 1890 | 351                            |
| 1910 | 414                            |
| 1925 | 484                            |
| 1939 | 711                            |
| 1946 | 801                            |
| 1950 | 753                            |
| 1964 | 672                            |
| 1990 | 539                            |
| 2003 | 941                            |

## Kirche

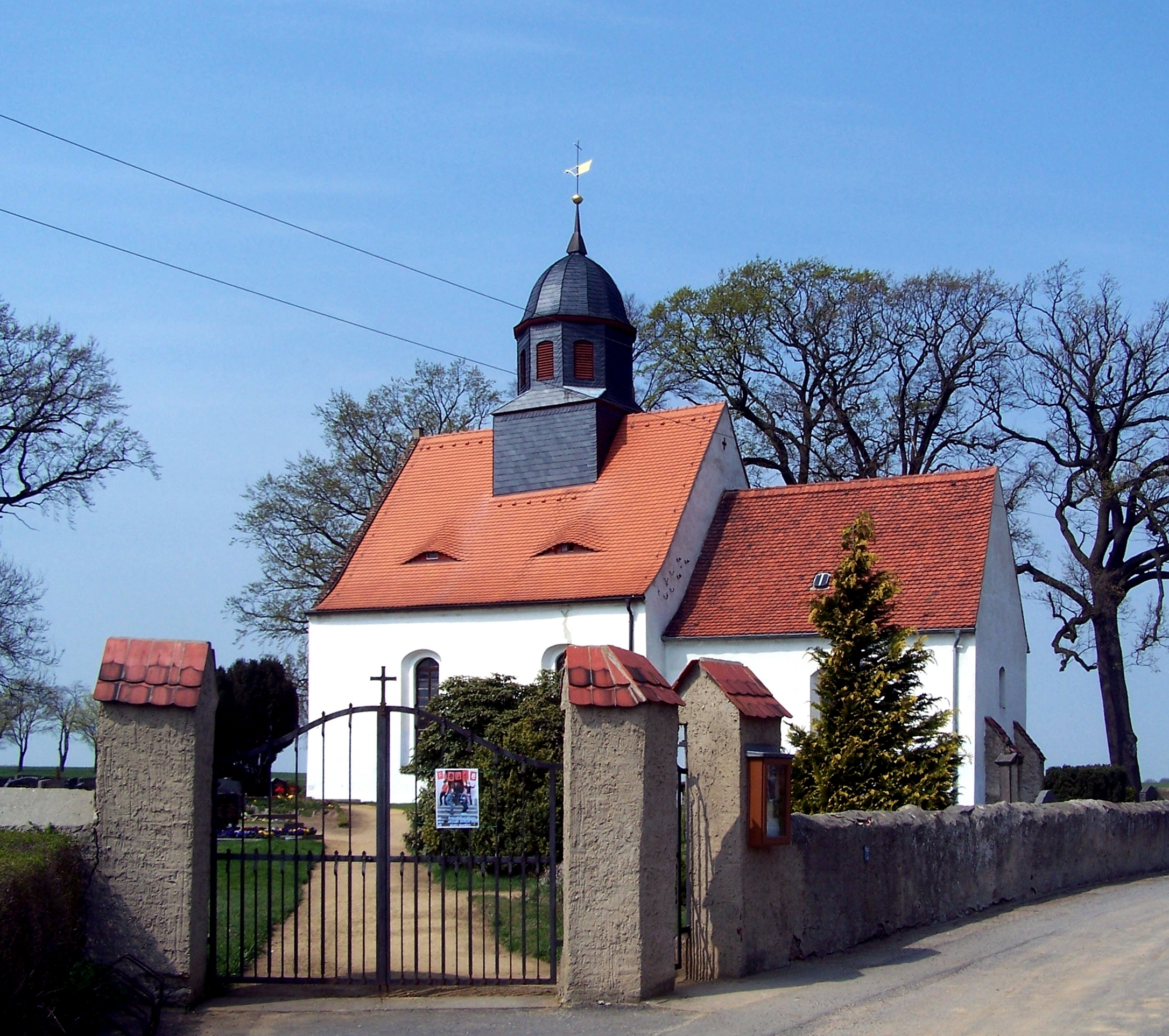
Steinbacher Kirche

Die evangelisch-lutherische Dorfkirche in Steinbach geht auf die erste Hälfte des 13. Jahrhunderts zurück, ihre Anfänge liegen in einer kleinen romanischen Saalkirche. Im 16./17. Jahrhundert erfolgten Umbauten des Sakralgebäudes, das dabei im Wesentlichen seine heutige Gestalt erhielt. Ein kleiner Friedhof umgibt die Kirche. Erhalten blieb die 1863 von Johann Gotthilf Bärmig eingebaute Orgel. Zur Ausstattung gehört weiter ein schlichter Schnitzaltar aus der Zeit um 1450, der bis 1915 in ein barockes Retabel eingebunden war. Er zeigt im Schrein die 1915 neu gefasste Kreuzigungsszene und auf den Flügeln wertvolle Gemälde aus der Zeit um 1520, darunter die Verkündigungsszene auf den Außenseiten und Darstellungen von Anna selbdritt sowie die Heilige Ottilia auf den Innenseiten. Die einfache Renaissance-Holzkanzel stammt vermutlich aus dem 17. Jahrhundert.
Das Geläut besteht aus zwei Eisenhartgussglocken und einer Bronzeglocke. Der Glockenstuhl besteht aus einer Holzkonstruktion.
Im Folgenden eine Datenübersicht des Geläutes:
| Nr. | Gussdatum | Gießer                                 | Material      | Durchmesser | Masse  | Schlagton |
| --- | --------- | -------------------------------------- | ------------- | ----------- | ------ | --------- |
| 1   | 1949      | Glockengießerei Schilling & Lattermann | Eisenhartguss | 999 mm      | 430 kg | d″        |
| 2   | 1924      | Glockengießerei B. Pietzelt            | Bronze        | 640 mm      | 126 kg | f″        |
| 3   | 1949      | Glockengießerei Schilling & Lattermann | Eisenhartguss | 610 mm      | 120 kg | g″        |